# Nicolás Orsini
Nicolás Orsini (ur. 12 września 1994 w Morteros) – argentyński piłkarz występujący na pozycji napastnika.

## Kariera piłkarska
Od 2013 roku występował w Atlético Rafaela, FC Anyang, SV Horn i Fagiano Okayama.